# Райдер

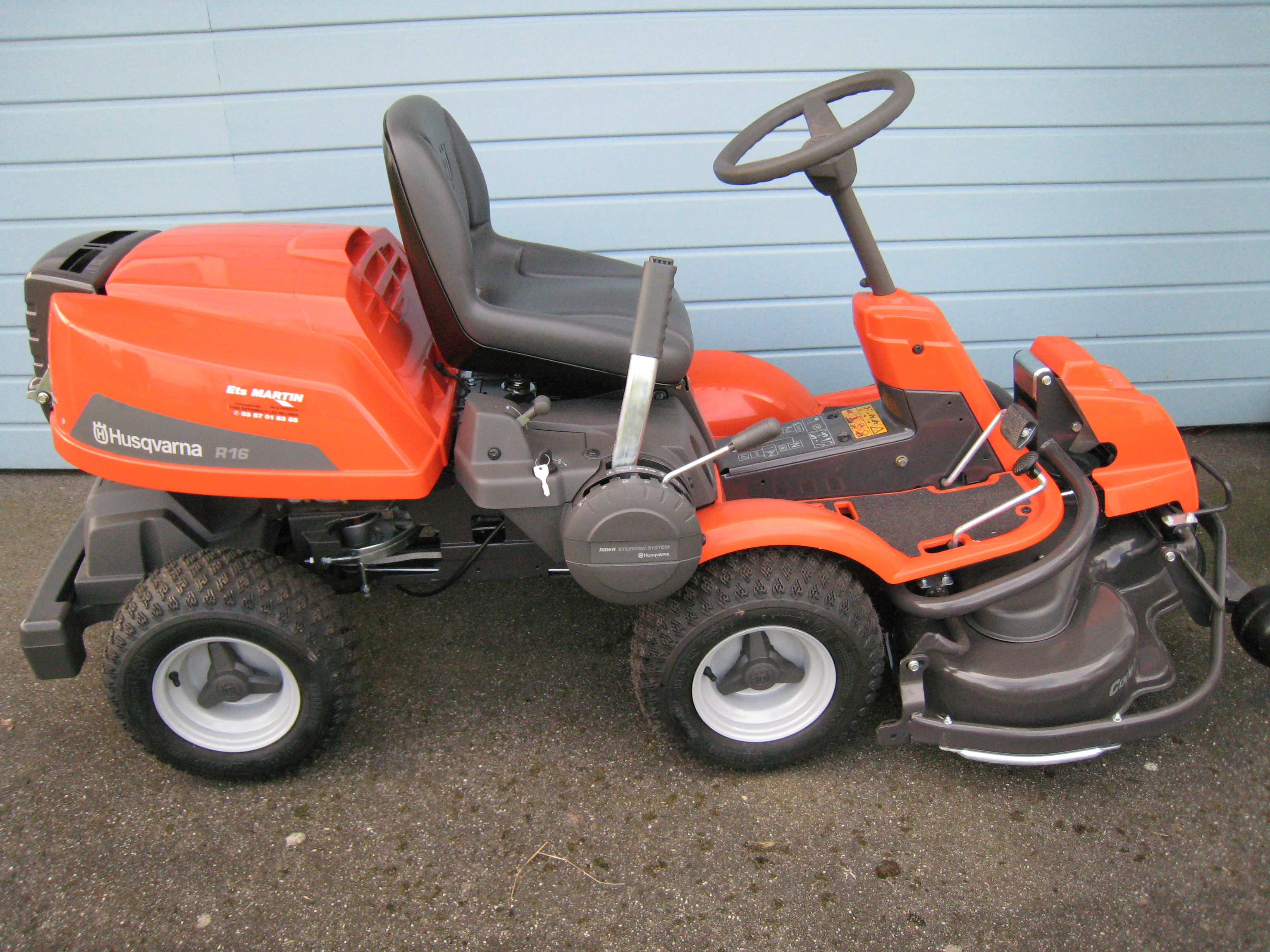
Садовий трактор з декою для косіння трави, що розташовується спереду

Райдер (от англ. ride — поїздка, їхати) — садовий трактор, різновид садової машини для використання, в тому числі, як газонокосарки. Спеціальна конструкція трактора дозволяє здійснювати розворот при мінімальному радіусі. Завдяки універсальній системі підключення навісного обладнання, може бути переобладнаний в прибиральну машину, для прибирання листя, снігу тощо.
Райдер має принципову відмінність від мінітрактора в тому, що двигун у райдера розташовується ззаду, і як правило під сидінням водія.